# Rue du Forez
Rue du Forez je ulice v Paříži v historické čtvrti Marais. Nachází se ve 3. obvodu.

## Poloha
Ulice vede od křižovatky s Rue Charlot a končí na křižovatce s Rue de Picardie.

## Historie
Ulice byla otevřena v roce 1626 na pozemcích náležejících k bývalému templářskému klášteru. Nese jméno bývalé francouzské provincie Forez. Francouzský král Jindřich IV. plánoval vybudovat ve čtvrti Marais rozsáhlé náměstí Place de France, z jehož realizace po králově smrti sešlo. Na tomto náměstí mělo končit osm ulic a každá měla nést jméno jedné významné provincie.

## Zajímavé objekty
- dům č. 6: na místě stál dům, ve kterém bydlel architekt a básník Michel-Jean Sedaine (1719–1797)